# Dreiband-Europameisterschaft 1992

Logo CEB (ausrichtender Verband)

Veranstaltungsort: Kairo

Die Dreiband-Europameisterschaft 1992 war das 50. Turnier in dieser Disziplin des Karambolagebillards und fand vom 15. bis 18. April 1992 in Kairo statt. Es war die erste Dreiband-EM in Ägypten.

## Geschichte
Wieder wurde bei dieser Europameisterschaft ein neues System gespielt. In den Gruppenspielen gab es aber wenig Überraschungen. Der Dritte der letzten Europameisterschaft Raymond Ceulemans hatte in seiner Gruppe F die größten Probleme. Er kam nur durch das bessere Satzverhältnis weiter. In der sehr ausgeglichenen Gruppe H setzte sich unerwartet der französische Cadre-Spezialist Francis Connesson durch. Connesson schaffte auch im Viertelfinale sie Sensation. Gegen Torbjörn Blomdahl, den konstantesten Dreibandspieler der letzten Jahre, setzte er sich mit 3:2 Sätzen durch. Für die beste Leistung des Viertelfinales sorgte der Vater von Törbjörn Blomdahl. Lennart Blomdahl besiegte den Österreicher Christoph Pilss mit 3:0 Sätzen. Mit dem gleichen Ergebnis schaltete Connesson den zweiten Blomdahl im Halbfinale aus und zog ins Finale ein. Ceulemans zeigte im zweiten Halbfinale, dass er noch nicht zum alten Eisen gehört. Gegen den stark aufstrebenden Marco Zanetti siegte er mit 3:1. Im Finale zeigte er noch einmal seine ganze Routine und so sicherte sich der 54-Jährige mit seinem Sieg die insgesamt 23. Europameisterschaft im Dreiband. Somit hat er bei 50 Dreiband Europameisterschaften fast die Hälfte aller Titel geholt.

## Modus
Gespielt wurde das Turnier mit 32 Teilnehmern. In den Gruppenspielen wurde auf zwei Gewinnsätze à 15 Points gespielt. Ab dem Viertelfinale ging es um drei Gewinnsätze pro Spiel.

## Gruppenphase
| Abschlusstabelle Gruppe A | Abschlusstabelle Gruppe A | Abschlusstabelle Gruppe A | Abschlusstabelle Gruppe A | Abschlusstabelle Gruppe A | Abschlusstabelle Gruppe A | Abschlusstabelle Gruppe A | Abschlusstabelle Gruppe A | Abschlusstabelle Gruppe A |
| Platz                     | Name                      | MP                        | SV                        | Pkte                      | Aufn.                     | GD                        | BED                       | HS                        |
| ------------------------- | ------------------------- | ------------------------- | ------------------------- | ------------------------- | ------------------------- | ------------------------- | ------------------------- | ------------------------- |
| 1                         | Torbjörn Blomdahl         | 6:0                       | 6:0                       | 90                        | 58                        | 1,551                     | 1,875                     | 8                         |
| 2                         | Hans-Jürgen Kühl          | 4:2                       | 4:4                       | 105                       | 139                       | 0,755                     | 0,788                     | 5                         |
| 3                         | Mohsen Fouda              | 2:4                       | 3:5                       | 75                        | 108                       | 0,694                     | 0,833                     | 6                         |
| 4                         | Paul Stoobants            | 0:6                       | 2:6                       | 72                        | 113                       | 0,637                     | –                         | 7                         |

| Abschlusstabelle Gruppe B | Abschlusstabelle Gruppe B | Abschlusstabelle Gruppe B | Abschlusstabelle Gruppe B | Abschlusstabelle Gruppe B | Abschlusstabelle Gruppe B | Abschlusstabelle Gruppe B | Abschlusstabelle Gruppe B | Abschlusstabelle Gruppe B |
| Platz                     | Name                      | MP                        | SV                        | Pkte                      | Aufn.                     | GD                        | BED                       | HS                        |
| ------------------------- | ------------------------- | ------------------------- | ------------------------- | ------------------------- | ------------------------- | ------------------------- | ------------------------- | ------------------------- |
| 1                         | Dick Jaspers              | 6:0                       | 6:1                       | 98                        | 81                        | 1,209                     | 1,500                     | 7                         |
| 2                         | Christian Rudolph         | 4:2                       | 5:4                       | 119                       | 101                       | 1,178                     | 1,266                     | 6                         |
| 3                         | Michael Nilsson           | 2:4                       | 3:4                       | 66                        | 74                        | 0,891                     | 1,428                     | 6                         |
| 4                         | Luis Gonzales             | 0:6                       | 1:6                       | 64                        | 73                        | 0,876                     | –                         | 4                         |

| Abschlusstabelle Gruppe C | Abschlusstabelle Gruppe C | Abschlusstabelle Gruppe C | Abschlusstabelle Gruppe C | Abschlusstabelle Gruppe C | Abschlusstabelle Gruppe C | Abschlusstabelle Gruppe C | Abschlusstabelle Gruppe C | Abschlusstabelle Gruppe C |
| Platz                     | Name                      | MP                        | SV                        | Pkte                      | Aufn.                     | GD                        | BED                       | HS                        |
| ------------------------- | ------------------------- | ------------------------- | ------------------------- | ------------------------- | ------------------------- | ------------------------- | ------------------------- | ------------------------- |
| 1                         | Marco Zanetti             | 6:0                       | 6:1                       | 100                       | 81                        | 1,234                     | 1,764                     | 10                        |
| 2                         | Tonny Carlsen             | 4:2                       | 5:2                       | 94                        | 94                        | 1,000                     | 1,111                     | 5                         |
| 3                         | Nalle Olsson              | 2:4                       | 2:4                       | 63                        | 75                        | 0,840                     | 1,034                     | 5                         |
| 4                         | George Sakkas             | 0:6                       | 0:6                       | 41                        | 80                        | 0,512                     | –                         | 4                         |

| Abschlusstabelle Gruppe D | Abschlusstabelle Gruppe D | Abschlusstabelle Gruppe D | Abschlusstabelle Gruppe D | Abschlusstabelle Gruppe D | Abschlusstabelle Gruppe D | Abschlusstabelle Gruppe D | Abschlusstabelle Gruppe D | Abschlusstabelle Gruppe D |
| Platz                     | Name                      | MP                        | SV                        | Pkte                      | Aufn.                     | GD                        | BED                       | HS                        |
| ------------------------- | ------------------------- | ------------------------- | ------------------------- | ------------------------- | ------------------------- | ------------------------- | ------------------------- | ------------------------- |
| 1                         | Christoph Pilss           | 6:0                       | 6:0                       | 90                        | 87                        | 1,034                     | 1,363                     | 7                         |
| 2                         | Maximo Aguirre            | 4:2                       | 4:3                       | 100                       | 100                       | 1,000                     | 1,162                     | 4                         |
| 3                         | Raymond Steylaerts        | 2:4                       | 3:4                       | 84                        | 100                       | 0,840                     | 1,000                     | 7                         |
| 4                         | Franz Stenzel             | 0:6                       | 0:6                       | 56                        | 83                        | 0,674                     | –                         | 6                         |

| Abschlusstabelle Gruppe E | Abschlusstabelle Gruppe E | Abschlusstabelle Gruppe E | Abschlusstabelle Gruppe E | Abschlusstabelle Gruppe E | Abschlusstabelle Gruppe E | Abschlusstabelle Gruppe E | Abschlusstabelle Gruppe E | Abschlusstabelle Gruppe E |
| Platz                     | Name                      | MP                        | SV                        | Pkte                      | Aufn.                     | GD                        | BED                       | HS                        |
| ------------------------- | ------------------------- | ------------------------- | ------------------------- | ------------------------- | ------------------------- | ------------------------- | ------------------------- | ------------------------- |
| 1                         | Lennart Blomdahl          | 6:0                       | 6:2                       | 110                       | 108                       | 1,018                     | 1,181                     | 6                         |
| 2                         | Kurt Ceulemans            | 4:2                       | 5:3                       | 103                       | 107                       | 0,962                     | 1,142                     | 6                         |
| 3                         | Hans Laursen              | 2:4                       | 3:4                       | 86                        | 76                        | 1,131                     | 2,000                     | 6                         |
| 4                         | Edgar Bettzieche          | 0:6                       | 1:6                       | 46                        | 78                        | 0,589                     | –                         | 7                         |

| Abschlusstabelle Gruppe F | Abschlusstabelle Gruppe F | Abschlusstabelle Gruppe F | Abschlusstabelle Gruppe F | Abschlusstabelle Gruppe F | Abschlusstabelle Gruppe F | Abschlusstabelle Gruppe F | Abschlusstabelle Gruppe F | Abschlusstabelle Gruppe F |
| Platz                     | Name                      | MP                        | SV                        | Pkte                      | Aufn.                     | GD                        | BED                       | HS                        |
| ------------------------- | ------------------------- | ------------------------- | ------------------------- | ------------------------- | ------------------------- | ------------------------- | ------------------------- | ------------------------- |
| 1                         | Raymond Ceulemans         | 4:2                       | 5:2                       | 96                        | 78                        | 1,230                     | 1,363                     | 9                         |
| 2                         | Andreas Efler             | 4:2                       | 4:2                       | 83                        | 78                        | 1,064                     | 1,200                     | 11                        |
| 3                         | Poul Bjerring-Jensen      | 4:2                       | 4:3                       | 89                        | 92                        | 0,967                     | 1,096                     | 6                         |
| 4                         | Ashot Potikyan            | 0:6                       | 0:6                       | 29                        | 77                        | 0,376                     | –                         | 4                         |

| Abschlusstabelle Gruppe G | Abschlusstabelle Gruppe G | Abschlusstabelle Gruppe G | Abschlusstabelle Gruppe G | Abschlusstabelle Gruppe G | Abschlusstabelle Gruppe G | Abschlusstabelle Gruppe G | Abschlusstabelle Gruppe G | Abschlusstabelle Gruppe G |
| Platz                     | Name                      | MP                        | SV                        | Pkte                      | Aufn.                     | GD                        | BED                       | HS                        |
| ------------------------- | ------------------------- | ------------------------- | ------------------------- | ------------------------- | ------------------------- | ------------------------- | ------------------------- | ------------------------- |
| 1                         | Rini van Bracht           | 4:2                       | 5:3                       | 91                        | 125                       | 0,728                     | 1,000                     | 9                         |
| 2                         | Louis Havermans           | 4:2                       | 4:4                       | 95                        | 87                        | 1,091                     | 1,241                     | 7                         |
| 3                         | Ihab El Messery           | 2:4                       | 4:5                       | 103                       | 152                       | 0,677                     | 0,860                     | 6                         |
| 4                         | Nikos Tremoulis           | 2:4                       | 3:4                       | 81                        | 102                       | 0,794                     | 1,304                     | 9                         |

| Abschlusstabelle Gruppe H | Abschlusstabelle Gruppe H | Abschlusstabelle Gruppe H | Abschlusstabelle Gruppe H | Abschlusstabelle Gruppe H | Abschlusstabelle Gruppe H | Abschlusstabelle Gruppe H | Abschlusstabelle Gruppe H | Abschlusstabelle Gruppe H |
| Platz                     | Name                      | MP                        | SV                        | Pkte                      | Aufn.                     | GD                        | BED                       | HS                        |
| ------------------------- | ------------------------- | ------------------------- | ------------------------- | ------------------------- | ------------------------- | ------------------------- | ------------------------- | ------------------------- |
| 1                         | Francis Connesson         | 4:2                       | 5:3                       | 112                       | 109                       | 1,027                     | 1,235                     | 7                         |
| 2                         | Jorge Theriaga            | 4:2                       | 4:4                       | 92                        | 133                       | 0,691                     | 0,791                     | 5                         |
| 3                         | Jan Arnouts               | 2:4                       | 4:4                       | 100                       | 112                       | 0,892                     | 0,857                     | 6                         |
| 4                         | Robert Weingart           | 2:4                       | 3:5                       | 91                        | 122                       | 0,745                     | 0,888                     | 5                         |

## K.-O.-Runde
Die Ergebnisse sind wie folgt angegeben: SV; Pkt.; Aufn.; GD; HS.
|  | Viertelfinale | Viertelfinale     | Viertelfinale     | Viertelfinale | Viertelfinale | Viertelfinale | Viertelfinale |   |                   | Halbfinale       | Halbfinale       | Halbfinale       | Halbfinale       | Halbfinale       | Halbfinale       | Halbfinale       |   |    | Finale | Finale | Finale | Finale | Finale | Finale | Finale |
|  |               |                   |                   |               |               |               |               |   |                   |                  |                  |                  |                  |                  |                  |                  |   |    |        |        |        |        |        |        |        |
|  | A             | Torbjörn Blomdahl | 2                 | 65            | 47            | 1,382         | 8             |   |                   |                  |                  |                  |                  |                  |                  |                  |   |    |        |        |        |        |        |        |        |
|  | H             | Francis Connesson | 3                 | 61            | 47            | 1,298         | 9             |   |                   |                  |                  |                  |                  |                  |                  |                  |   |    |        |        |        |        |        |        |        |
|  | H             | Francis Connesson | 3                 | 61            | 47            | 1,298         | 9             | H | Francis Connesson | 3                | 45               | 21               | 2,142            | 7                |                  |                  |   |    |        |        |        |        |        |        |        |
|  |               |                   |                   |               |               |               |               | H | Francis Connesson | 3                | 45               | 21               | 2,142            | 7                |                  |                  |   |    |        |        |        |        |        |        |        |
|  |               | E                 | Lennart Blomdahl  | 0             | 29            | 20            | 1,450         | 6 |                   |                  |                  |                  |                  |                  |                  |                  |   |    |        |        |        |        |        |        |        |
|  | D             | E                 | Lennart Blomdahl  | 0             | 29            | 20            | 1,450         | 6 | Christoph Pilss   | 0                | 24               | 20               | 1,200            | 4                |                  |                  |   |    |        |        |        |        |        |        |        |
|  | D             |                   |                   |               |               |               |               |   | Christoph Pilss   | 0                | 24               | 20               | 1,200            | 4                |                  |                  |   |    |        |        |        |        |        |        |        |
|  | E             | Lennart Blomdahl  | 3                 | 45            | 22            | 2,045         | 6             |   |                   |                  |                  |                  |                  |                  |                  |                  |   |    |        |        |        |        |        |        |        |
|  |               |                   |                   |               |               |               |               | H | Francis Connesson | 1                | 42               | 34               | 1,232            | 6                |                  |                  |   |    |        |        |        |        |        |        |        |
|  |               | F                 | Raymond Ceulemans | 3             | 57            | 35            | 1,628         | 8 |                   |                  |                  |                  |                  |                  |                  |                  |   |    |        |        |        |        |        |        |        |
|  | B             | Dick Jaspers      | 1                 | 38            | 45            | 0,844         | 6             |   |                   |                  |                  |                  |                  |                  |                  |                  |   |    |        |        |        |        |        |        |        |
|  | C             | Marco Zanetti     | 3                 | 52            | 46            | 1,130         | 6             |   |                   |                  |                  |                  |                  |                  |                  |                  |   |    |        |        |        |        |        |        |        |
|  | C             | Marco Zanetti     | 3                 | 52            | 46            | 1,130         | 6             | C | Marco Zanetti     | 1                | 46               | 52               | 0,844            | 4                |                  |                  |   |    |        |        |        |        |        |        |        |
|  |               |                   |                   |               |               |               |               | C | Marco Zanetti     | 1                | 46               | 52               | 0,844            | 4                |                  |                  |   |    |        |        |        |        |        |        |        |
|  |               | F                 | Raymond Ceulemans | 3             | 59            | 53            | 1,113         | 7 |                   | Spiel um Platz 3 | Spiel um Platz 3 | Spiel um Platz 3 | Spiel um Platz 3 | Spiel um Platz 3 | Spiel um Platz 3 | Spiel um Platz 3 |   |    |        |        |        |        |        |        |        |
|  | F             | F                 | Raymond Ceulemans | 3             | 59            | 53            | 1,113         | 7 | Raymond Ceulemans | Spiel um Platz 3 | Spiel um Platz 3 | Spiel um Platz 3 | Spiel um Platz 3 | Spiel um Platz 3 | Spiel um Platz 3 | Spiel um Platz 3 | 3 | 48 | 35     | 1,371  | 8      |        |        |        |        |
|  | F             |                   |                   |               |               |               |               |   | Raymond Ceulemans |                  |                  |                  |                  |                  |                  |                  | 3 | 48 | 35     | 1,371  | 8      |        |        |        |        |
|  | G             | Rini van Bracht   | 1                 | 46            | 34            | 1,352         | 7             |   | E                 | Lennart Blomdahl | 0                | 38               | 34               | 1,117            | 5                |                  |   |    |        |        |        |        |        |        |        |
|  |               |                   |                   |               |               |               |               | C | Marco Zanetti     | 3                | 45               | 35               | 1,285            | 6                |                  |                  |   |    |        |        |        |        |        |        |        |

## Abschlusstabelle
| MP    | Match Points (Sieger = 2; Unentschieden = 1; Verlierer = 0) |
| Pkte. | Erzielte Karambolagen                                       |
| Aufn. | Benötigte Versuche                                          |
| GD    | Generaldurchschnitt                                         |
| BED   | Bester Einzeldurchschnitt eines Spielers                    |
| HS    | Höchstserie                                                 |
|       | Bester GD des Turniers                                      |
|       | Bester ED des Turniers                                      |
|       | Beste HS des Turniers                                       |
|       | 1. Platz (Gold)                                             |
|       | 2. Platz (Silber)                                           |
|       | 3. Platz (Bronze)                                           |

| Endklassement              | Endklassement        | Endklassement | Endklassement | Endklassement | Endklassement | Endklassement | Endklassement | Endklassement |
| Platz                      | Name                 | MP            | SV            | Pkte          | Aufn.         | GD            | BED           | HS            |
| -------------------------- | -------------------- | ------------- | ------------- | ------------- | ------------- | ------------- | ------------- | ------------- |
| 1                          | Raymond Ceulemans    | 10:2          | 14:5          | 260           | 201           | 1,293         | 1,628         | 9             |
| 2                          | Francis Connesson    | 8:4           | 12:8          | 260           | 211           | 1,232         | 2,142         | 9             |
| 3                          | Marco Zanetti        | 10:2          | 13:5          | 243           | 214           | 1,135         | 1,764         | 10            |
| 4                          | Lennart Blomdahl     | 8:4           | 9:8           | 222           | 184           | 1,206         | 2,045         | 6             |
| 5                          | Torbjörn Blomdahl    | 6:2           | 8:3           | 155           | 105           | 1,476         | 2,142         | 8             |
| 6                          | Dick Jaspers         | 6:2           | 7:4           | 136           | 126           | 1,079         | 1,500         | 7             |
| 7                          | Christoph Pilss      | 6:2           | 6:3           | 114           | 107           | 1,065         | 1,363         | 7             |
| 8                          | Rini van Bracht      | 4:4           | 6:6           | 137           | 159           | 0,861         | 1,000         | 9             |
| 9                          | Tonny Carlsen        | 4:2           | 5:2           | 94            | 94            | 1,000         | 1,111         | 5             |
| 10                         | Kurt Ceulemans       | 4:2           | 5:3           | 103           | 107           | 0,962         | 1,142         | 6             |
| 11                         | Andreas Efler        | 4:2           | 4:2           | 83            | 78            | 1,064         | 1,200         | 11            |
| 12                         | Christian Rudolph    | 4:2           | 5:4           | 119           | 101           | 1,178         | 1,266         | 6             |
| 13                         | Maximo Aguirre       | 4:2           | 4:3           | 100           | 100           | 1,000         | 1,162         | 4             |
| 14                         | Louis Havermans      | 4:2           | 4:4           | 95            | 87            | 1,091         | 1,241         | 7             |
| 15                         | Hans-Jürgen Kühl     | 4:2           | 4:4           | 105           | 139           | 0,755         | 0,788         | 5             |
| 16                         | Jorge Theriaga       | 4:2           | 4:4           | 92            | 133           | 0,691         | 0,791         | 5             |
| 17                         | Poul Bjerring-Jensen | 4:2           | 4:3           | 89            | 92            | 0,967         | 1,096         | 6             |
| 18                         | Jan Arnouts          | 2:4           | 4:4           | 100           | 112           | 0,892         | 0,857         | 6             |
| 19                         | Ihab El Messery      | 2:4           | 4:5           | 103           | 152           | 0,677         | 0,860         | 6             |
| 20                         | Hans Laursen         | 2:4           | 3:4           | 86            | 76            | 1,131         | 2,000         | 6             |
| 21                         | Michael Nilsson      | 2:4           | 3:4           | 66            | 74            | 0,891         | 1,428         | 6             |
| 22                         | Raymond Steylaerts   | 2:4           | 3:4           | 84            | 100           | 0,840         | 1,000         | 7             |
| 23                         | Mohsen Fouda         | 2:4           | 3:5           | 75            | 108           | 0,694         | 0,833         | 6             |
| 24                         | Nalle Olsson         | 2:4           | 2:4           | 63            | 75            | 0,840         | 1,034         | 5             |
| 25                         | Nikos Tremoulis      | 2:4           | 3:4           | 81            | 102           | 0,794         | 1,304         | 9             |
| 26                         | Robert Weingart      | 2:4           | 3:5           | 91            | 122           | 0,745         | 0,888         | 5             |
| 27                         | Paul Stoobants       | 0:6           | 2:6           | 72            | 113           | 0,637         | –             | 7             |
| 28                         | Luis Gonzales        | 0:6           | 1:6           | 64            | 73            | 0,876         | –             | 4             |
| 29                         | Edgar Bettzieche     | 0:6           | 1:6           | 46            | 78            | 0,589         | –             | 7             |
| 30                         | Franz Stenzel        | 0:6           | 0:6           | 56            | 83            | 0,674         | –             | 6             |
| 31                         | George Sakkas        | 0:6           | 0:6           | 41            | 80            | 0,512         | –             | 4             |
| 32                         | Ashot Potikyan       | 0:6           | 0:6           | 29            | 77            | 0,376         | –             | 4             |
| Turnierdurchschnitt: 0,944 |                      |               |               |               |               |               |               |               |